# 盛岡銀行
盛岡銀行（もりおかぎんこう）は明治期に岩手県盛岡で設立された銀行。

## 概要
1874年（明治7年）の小野組破産以来、岩手県では為替方を失っていたため、政府は、1878年（明治11年）12月に第一国立銀行に盛岡支店を盛岡市街紺屋町に開業させ、国庫金と公金を取り扱わせる。岩手県における銀行開業の始まりである。翌1879年（明治12年）8月16日には、18郡役所の為替方に任ずるため第一国立銀行出張店が県内18区に開業された。
同年、一関で旧一関藩士の出資によって第八十八国立銀行が創設、盛岡でも旧盛岡藩士の出資によって第九十国立銀行が創設されるが、いずれも経営基盤が磐石とはいえず、1894年（明治27年）、第一銀行盛岡支店閉鎖に伴って、当時、第九十銀行は経営不振に陥っており、第八十八銀行は堅実経営のものの規模が小さすぎるなどの理由によって、渋沢栄一が急遽、仙台の第七十七国立銀行に盛岡支店を開かせ、公金取扱い機関とした。
1896年（明治29年）、のちに北上派と呼ばれる、盛岡の財界人の尽力により、商業銀行として盛岡銀行が創設され、初代頭取を村井弥兵衛とした。創業時の資本金は70万円。
1899年（明治32年）、岩手県の公金取扱いを開始 。

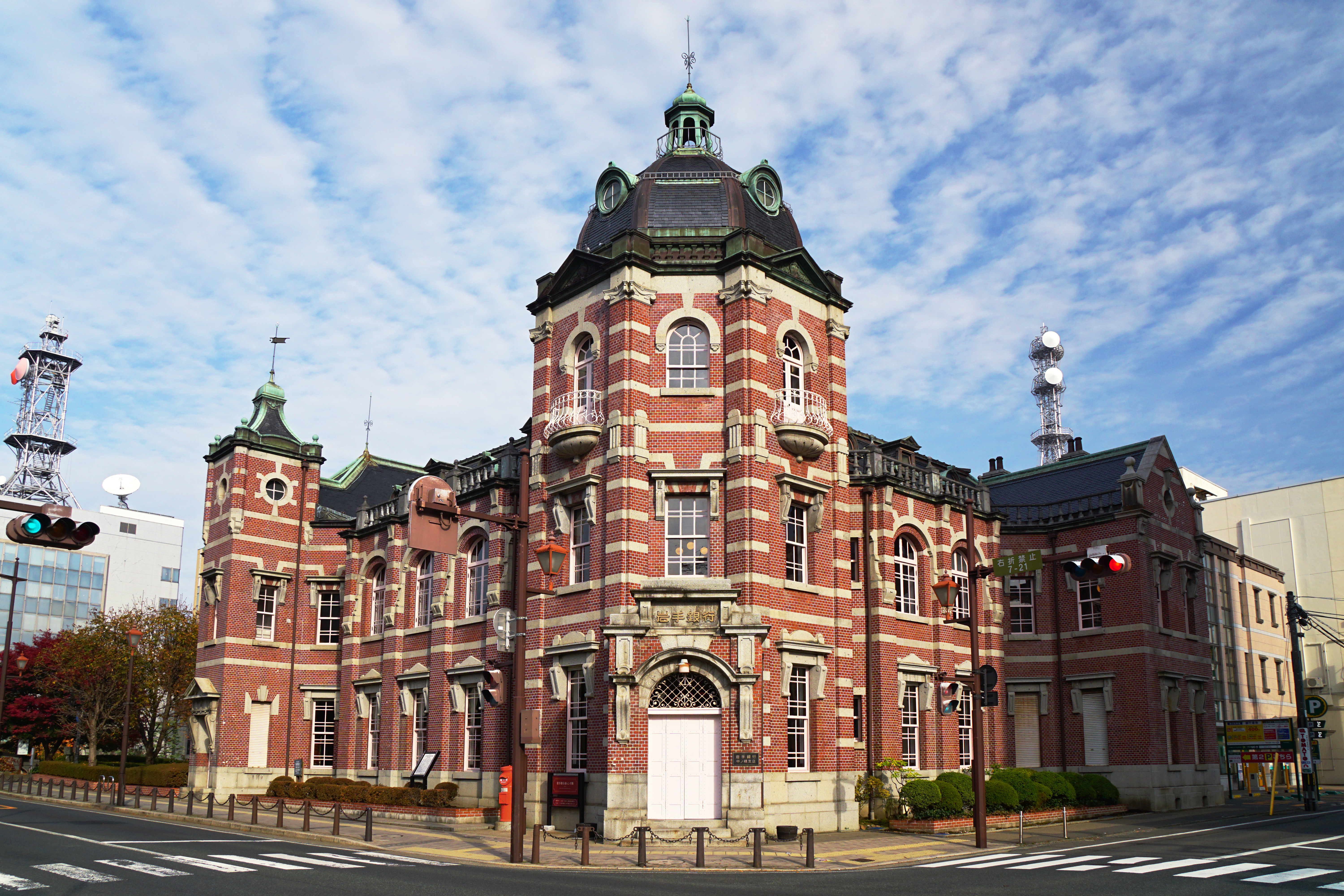
旧盛岡銀行本店
（現・岩手銀行赤レンガ館）

1907年（明治44年）、本店を中ノ橋に移転した。当時建設された本店本館の建物は、のち岩手殖産銀行本店、岩手銀行本店、同中ノ橋支店として使われ、店舗としての営業は2012年8月に終了し、現在は岩手銀行赤レンガ館として保存され、国の重要文化財に指定されている
1928年（昭和3年）1月施行の銀行法により、銀行資本の最低額を100万円としたことにより地方銀行の合同整理が促進され、岩手県内では1927年（昭和2年）の11行から1929年（昭和4年）末4行に再編成された。また、特殊銀行の岩手県農工銀行（1898年（明治31年）設立）日本勧業銀行により1930年（昭和5年）に合併、支店となった。
1931年（昭和6年）10月、青森県の第五十九銀行で取付があり、その影響で三戸町と八戸市にあった盛岡銀行の支店も取付を受けた。岩手県知事は、盛岡銀行、岩手銀行 (明治40年設立)、第九十銀行、盛岡貯蓄銀行、安田銀行支店等の幹部を招集し、預金の制限払いを実施する事となり、盛岡、岩手、貯蓄の三銀行に合併し、県及び大蔵省の援助を得ることに協議を進めたが、第九十銀行は合併に賛成せず、盛岡、岩手両行の合併も不成立に終わり、次に大蔵省から銀行の合併ではなく、新銀行設立案が提示され、1932年（昭和7年）5月19日岩手殖産銀行の設立となった。
不信を買った盛岡・岩手の両行は同7年6月1日整理案を発表し整理の段階に入ろうとしたが、銀行は預金の引き出しにあい、運営が困難になり。翌1933年（昭和8年）6月に盛岡銀行は営業免許の取消しを受けて解消した

## 沿革
- 1878年（明治29年）4月10日：設立[5]
- 1878年（明治29年）5月1日：盛岡市紺屋町に開業
- 1920年（大正 9年）1月：前沢銀行を合併
- 1928年（昭和 3年）6月：黒沢尻銀行を合併
- 1929年（昭和 4年）2月：花巻銀行を合併
- 1933年（昭和 8年）6月5日：免許取消
- 1934年（昭和 9年）9月27日：和議許可
- 1941年（昭和16年）8月27日：清算完了